# Aci Bonaccorsi
Aci Bonaccorsi (Jaci Bonaccossi trong tiếng Sicilia) là một đô thị ở tỉnh Catania trong vùng Sicilia, có khoảng cách khoảng 160 km về phía đông nam của Palermo và cách khoảng 10 km về phía đông bắc của Catania. Tại thời điểm ngày 31 tháng 12 năm 2004, đô thị này có dân số 2.695 người và diện tích là 1,7 km².
Aci Bonaccorsi giáp các đô thị: Aci Sant'Antonio, San Giovanni la Punta, Valverde, Viagrande.